# John Ensign
John Ensign (Roseville, 1958. március 25. –) az Amerikai Egyesült Államok szenátora (Nevada, 2001–2011).